# Frits Oostvogel
Fredericus Johannes Gerardus (Frits) Oostvogel (Enschede, 20 juni 1921 - Oudewater, 14 november 2016) was een Nederlands huisarts, verpleeghuisarts en buitengewoon hoogleraar in de medische gerontologie en geriatrie aan de Erasmus Universiteit te Rotterdam. 

## Leven en werk
Na zijn studie geneeskunde in Utrecht werkte Oostvogel van 1949 tot 1959 als huisarts in Oudewater. In 1959 startte hij als verpleeghuisarts in Rotterdam. Het vakgebied stond in de kinderschoenen. Men vond verpleeghuisartsen “second grade practitioners for third grade people”. Na zijn promotie op het proefschrift “Verzorgingsbehoeften van Bejaarden” in 1968 in Nijmegen spande Oostvogel zich verder in voor de erkenning van de functie van de verpleeghuisarts, verantwoordelijk voor het behandelen en adviseren over de behandeling van patiënten met complexe, multidisciplinaire problematiek. Daarbij realiseerde hij onderwijs in het curriculum van de studie geneeskunde aan de medische faculteiten van de universiteiten van Leiden en Rotterdam. In 1972 werd Oostvogel de eerste voorzitter van de Nederlandse Vereniging van Verpleeghuisartsen, voorloper van de huidige Vereniging Specialisten Ouderengeneeskunde, Verenso.  In 1984 werd Oostvogel benoemd tot buitengewoon hoogleraar, vanwege de Stichting Katholieke Verplegings- en Verzorgingsinstellingen Rotterdam, in de medische gerontologie en geriatrie aan de Erasmus Universiteit van Rotterdam. Als pionier speelde Oostvogel een belangrijke rol in het zetten van stappen in de richting van de in 1989 erkende medische discipline Specialist Ouderengeneeskunde, een specialisme voor kwetsbare ouderen en chronisch zieken over de hele zorgketen.  